# 東雲站 (北海道)
東雲站（日语：／ Tōun eki */?）曾是北海道旅客鐵道石北本線沿線之車站，位於日本北海道上川郡上川町境內。車站編號為A42，本站在日本國鐵時代原本只是個臨時乘降場，在民營化時獲提昇為正式車站，但近年因使用量不足，於2021年3月13日被廢站。
昇格時，站名採用了現時常用的平假名拼音方式，即以代表拉了長音的，不過但過去在臨時乘降場的時代，在站名標示上則採用了之拼音方式，以同段的代表拉長音。

## 站房
本站曾建有簡易式站房，但因使用量不足，於2017年被拆去。旁邊的洗手間則獲保留。

### 月台
設有 側式月台，1面1線。設有大型候車室，但因周圍住家家戶數量很少，實際利用的乘客數量也不多。

## 歷史
- 1960年5月2日：日本國有鐵道之東雲臨時停靠站啟用。
- 1987年4月1日：日本國鐵分割民營化，車站劃歸由JR北海道繼承，並升級為東雲站。
- 2021年3月13日：因使用人數不足，廢站[1][2][3]。

## 相鄰車站
北海道旅客鐵道（JR北海道）
■石北本線
特別快速「北見」
通過
普通（一部分列車通過此站）
安足間（A41）－東雲（A42）－上川（A43）

## 外部連結
- （日語）JR北海道 – 東雲車站 （页面存档备份，存于）
- （日語）全驛參觀之旅 （页面存档备份，存于）